# 니시고촌 (아이치현)
니시고촌(西郷村)은 아이치현 미나미시타라군에 설치되었던 촌이다. 현재의 신시로시에 해당한다.